# Atsuo Watanabe
Atsuo Watanabe (jap. 渡辺 敦夫, Watanabe Atsuo; * 15. April 1974 in der Präfektur Tokio) ist ein ehemaliger japanischer Fußballspieler.

## Karriere
Watanabe erlernte das Fußballspielen in der Schulmannschaft der Funabashi High School und der Universitätsmannschaft der Nihon-Universität. Seinen ersten Vertrag unterschrieb er 1997 bei den Urawa Red Diamonds. Der Verein spielte in der höchsten Liga des Landes, der J1 League. Für den Verein absolvierte er 16 Erstligaspiele. Ende 1999 beendete er seine Karriere als Fußballspieler.